# Carl Ludwig
Carl Friedrich Wilhelm Ludwig (29. prosince 1816 Witzenhausen– 23. dubna 1895 Lipsko) – německý lékař, fyziolog a profesor.

## Život
Narodil se ve Witzenhausenu poblíž města Kassel ve spolkové zemi Hesensko v Německu. Studoval medicínu od roku 1834 v Marburgu, v Erlangenu ( v letech 1836–1838) a od roku 1839 opět v Marbugu, kde získal doktorát. V Marburgu studoval a vyučoval anatomii a fyziologii. V roce 1842 se stal profesorem fyziologie a v roce 1846 profesorem srovnávací anatomie. Přednášel v Curychu (1849) a ve Vídni se stal v roce 1855 řádným profesorem fyziologie a zoologie na Lekařsko-chirurgické vojenské akademii (Josefinum). Od roku 1865 pracoval na katedře fyziologie na univerzitě v Lipsku, kde založil Fyziologický institut, který v současné době nese jeho jméno. Carl Ludwig se zabýval studiem fyziologie krevního tlaku, vylučováním moči a anestezií.
V roce 1884 obdržel Copleyho medaili, kterou mu udělila Německá kardiologická společnost.
Od roku 1932 je udělována Čestná medaile Carla Ludwiga Německou kardiologickou společností badatelům za významné objevy v oblasti kardiovaskulárního výzkumu.